# Cosmetus unispinosus
Cosmetus unispinosus is een hooiwagen uit de familie Cosmetidae.